# Prima Donna (мини-альбом)
Prima Donna — второй мини-альбом американского хип-хоп исполнителя Vince Staples. Альбом был выпущен звукозаписывающими компаниями ARTium Recordings и Def Jam Recordings, а гостями релиза стали Kilo Kish и A$AP Rocky; за техническую стадию, как и на студийном альбоме Summertime ’06, отвечали DJ Dahi, No I.D, а также продюсеры James Blake и John Hill.

## Предпосылки
20 июня 2016 Винс появился на обложке музыкального журнала The Fader, которому поведал, что готовит второй EP, Prima Donna, состоящий из 6 песен. 15 августа он представил обложку, трек-лист, а также объявил, что альбом выйдет 26 августа. 1 сентября Винс выпустил 10-минутную короткометражку с одноимённым названием.

## Реакция критиков
| Совокупная оценка | Совокупная оценка |
| Источник          | Оценка            |
| ----------------- | ----------------- |
| Metacritic        | 83/100            |
| Оценки критиков   |                   |
| Источник          | Оценка            |
| AllMusic          | [ 4 ]             |
| HipHopDX          | 4/5               |
| Pitchfork         | 8/10              |
| Slant Magazine    | [ 7 ]             |
| SPIN              | 8/10              |
| XXL               | 4/5               |

Prima Donna получил высокие оценки музыкальных критиков. Сайт Metacritic, который анализирует рецензии крупных изданий, оценил альбом в 83 балла из 100 возможных. Скотт Глашер из XXL отметил: «Нет никаких сомнений, что популярность Винса растёт в геометрической прогрессии, а выпуская подобного рода проекты он повышает курс собственных акций». Мэан Джайасуриа из Pitchfork писал: «Чувство безысходности всегда было свойственно Винсу, однако в Prima Donna она проявляет свои самые мрачные черты, как в песнях, так и между ними. Стейплс неоднократно говорит нам, что ему всё надоело, он устал, такое ощущение, что он сдаётся. И вы назовёте его артистом, который на протяжении всей своей карьеры катализировал бедствия вокруг себя. На Summertime Винс изучал свой город в качестве микрокосма Америки, однако здесь он пробует заглянуть куда глубже, приглашая вас увидеть детальную картину. Винс Стейплс — это поэт, который смотрит жёсткой правде прямо в глаза. На Prima Donna он делает то же самое».

## Список композиций
| №  | Название                             | Автор(ы)                                         | Producer(s)  | Длительность |
| -- | ------------------------------------ | ------------------------------------------------ | ------------ | ------------ |
| 1. | «Let It Shine»                       | Vince Staples                                    |              | 0:41         |
| 2. | «War Ready»                          | Staples James Blake André Benjamin Antwan Patton | Blake        | 2:35         |
| 3. | «Smile»                              | Staples Dacoury Natche John Hill                 | DJ Dahi Hill | 4:20         |
| 4. | «Loco» (featuring Kilo Kish)         | Staples Natche Hill Lakisha Robinson             | DJ Dahi Hill | 4:18         |
| 5. | «Prima Donna» (featuring A$AP Rocky) | Staples Natche Rakim Mayers                      | DJ Dahi      | 3:30         |
| 6. | «Pimp Hand»                          | Staples Ernest Wilson                            | No I.D.      | 2:49         |
| 7. | «Big Time»                           | Staples Blake                                    | Blake        | 3:31         |